# Mapa invertido
Um mapa invertido (também referido como mapa com o sul na parte superior, com orientação para o sul ou mapa de cabeça para baixo) é a orientação de um mapa com o sul localizado na parte superior do mapa, totalizando uma rotação de 180 graus do mapa a partir da convenção padrão.
Outros mapas com orientação não padrão incluem mapas T e O, mapas polares e mapas Dymaxion.

## Significado psicológico

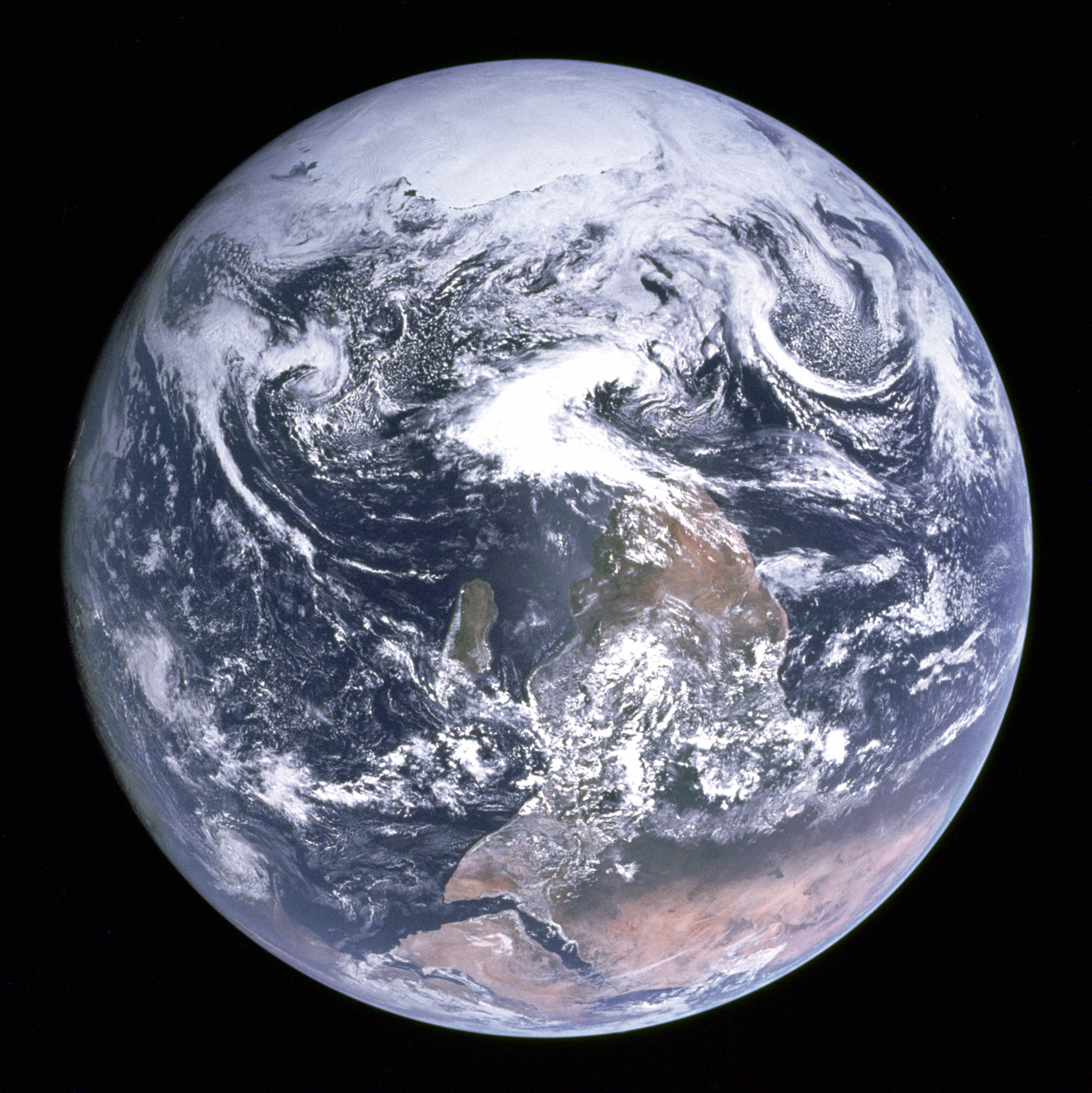
A fotografia The Blue Marble em sua orientação original, com o sul apontado para cima

Uma pesquisa sugere que as posições norte-sul nos mapas têm consequências psicológicas. Em geral, o norte está associado com pessoas mais ricas, imóveis mais caros e maior altitude, enquanto o sul está associado a pessoas mais pobres, preços mais baratos e altitude mais baixa (o "viés norte-sul"). Quando os participantes da pesquisa foram apresentados a mapas com orientação para o sul, esse viés norte-sul desapareceu.
Os pesquisadores postulam que a associação observada entre a posição do mapa e a bondade/maldade (norte: bom; sul: ruim) é causada pela combinação da (i) convenção de colocar consistentemente o norte no topo dos mapas, e (ii) uma associação muito mais geral entre a posição vertical e bondade/maldade (para cima: bom, para baixo: ruim), que foi documentada em vários contextos (por exemplo: poder/status, lucros/preços, afeto/emoção e até mesmo o divino). Por exemplo, o Papa Francisco usou o termo "norte verdadeiro" como uma metáfora para valores autênticos: "Se queremos um futuro de prosperidade para todos, precisamos manter nossa bússola apontando para o 'norte verdadeiro', na direção de valores autênticos".
Expressões idiomáticas comuns em inglês apoiam a noção de que muitos falantes de inglês fundem ou associam norte com cima e sul com baixo (por exemplo: "heading up north"; "down south", "Down Under"), uma fusão que só pode ser entendida como aprendida pela exposição repetida de uma convenção de orientação de mapa particular (ou seja, o norte sempre colocado no topo dos mapas). Expressões idiomáticas relacionadas usadas em letras de canções populares fornecem mais evidências da difusão do "viés norte-sul" entre os falantes da língua inglesa, em particular no que diz respeito à riqueza. Os exemplos incluem, usar "Uptown" para significar "classe alta ou rico" (como em "Uptown Girl" de Billy Joel) ou usando "Downtown" para transmitir status socioeconômico inferior (como em "Bad, Bad Leroy Brown" de Jim Croce).

## Educação da diversidade cultural

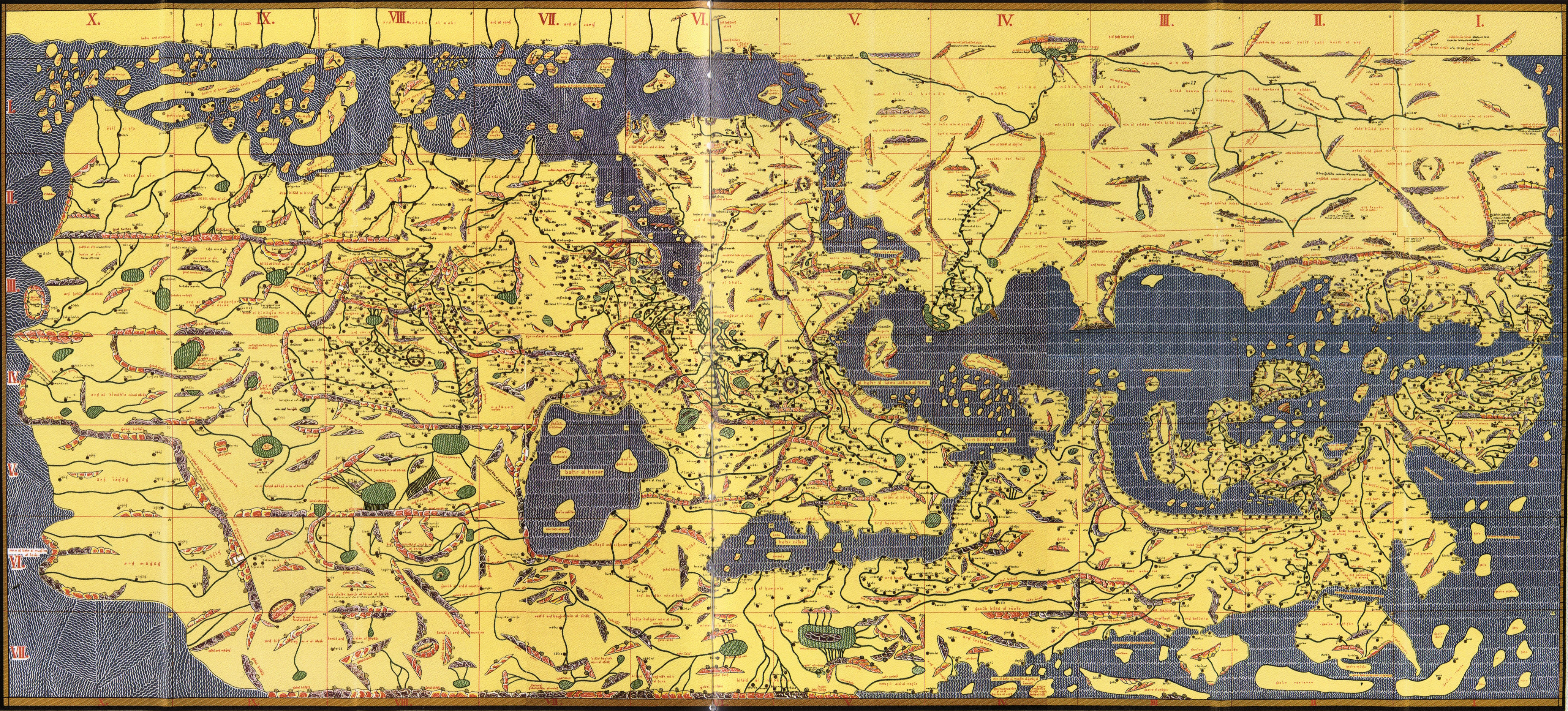
A Tabula Rogeriana, desenhada por Dreses para Rogério II da Sicília em 1154, é um mapa com o sul na parte superior e um dos mapas mais avançados do mundo pré-moderno

Educadores de diversidade cultural e alfabetização midiática usam mapas-múndi voltados para o sul para ajudar os alunos a vivenciarem visceralmente o efeito frequentemente desorientador de ver algo familiar de uma perspectiva diferente. Fazer os alunos considerarem a posição privilegiada dada ao hemisfério norte (especialmente Europa e América do Norte) na maioria dos mapas mundiais pode ajudar os alunos a confrontar seu potencial mais geral para percepções culturalmente tendenciosas.

## História dos mapas invertidos como declarações políticas

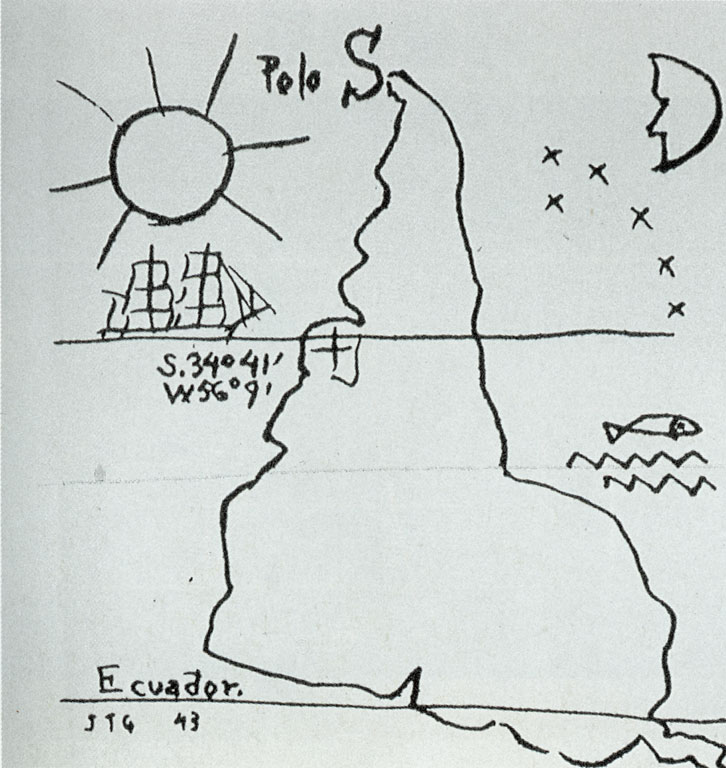
América Invertida (1943) de Joaquín Torres García

Ao longo da história os mapas foram feitos com orientações variadas e inverter a orientação dos mapas é tecnicamente muito fácil de fazer. Como tal, alguns cartógrafos afirmam que a questão do mapa com o sul na parte superior é em si trivial. Mais digno de nota do que a questão técnica da orientação, per se, é a história de usar explicitamente a orientação do mapa inverso como uma declaração política, isto é, criar mapas invertidos para o sul com a justificativa expressa de reagir aos mapas mundiais orientados para o norte que dominaram a publicação de mapas durante a era moderna.
A história do mapa invertido como declaração política pode ser rastreada até o início do século XX. Joaquín Torres García, um pintor modernista uruguaio, criou um dos primeiros mapas para fazer uma declaração política relacionada às posições norte-sul do mapa, intitulado "América Invertida". "Torres-García colocou o Polo Sul no topo da terra, sugerindo assim uma afirmação visual da importância do continente sul-americano."
Um exemplo popular de um mapa orientado para o sul projetado como uma declaração política é o "Mapa Corretivo Universal do Mundo de McArthur" (1979). Uma inserção neste mapa explica que o australiano Stuart McArthur procurou confrontar "o ataque perpétuo de piadas Down Under — implicações das nações do Norte de que a altura do prestígio de um país é determinada por sua localização espacial equivalente em um mapa convencional do mundo". O Mapa Corretivo Universal do Mundo de McArthur (1979) vendeu mais de 350 000 cópias até o momento.

## Na cultura popular
Mapas com o sul no topo estão comumente disponíveis como produtos ou declarações sociopolíticas nas localidades do hemisfério sul, particularmente na Austrália. Um mapa-múndi invertido aparece no episódio "Somebody's Going to Emergency, Somebody's Going to Jail" de The West Wing, e questões de viés cultural são discutidas em relação a ele. 
Mafalda, do cartunista argentino Quino, é uma personagem de história em quadrinhos muito popular na América Latina e na Espanha. Um dos quadrinhos mais famosos é baseado na pergunta: “por que estamos de cabeça para baixo?”. 
Em 20 de abril de 1992, o cartunista americano Leo Cullum publicou um cartum no The New Yorker intitulado "Pinguim feliz olhando para o globo de cabeça para baixo; a Antártica está no topo" (Happy penguin looking at upside-down globe; Antarctica is on top).